# Partido Comunista Sirio (Bakdash)
El Partido Comunista Sirio (en árabe لحزب الشيوعي السوري Al-Hizb Al-Shuyū'ī Al-Sūrīy) es un partido político ilegalizado de ideología marxista-Leninista sirio fundado en 1986 por el histórico dirigente comunista Khalid Bakdash. El actual Partido Comunista Sirio se reclama heredero del partido fundado en 1944 por el mismo Bakdash. El partido actual surge como corriente contraria a la Perestroika dentro de los comunistas sirios. En cambio, los partidarios de Mijaíl Gorbachov fundaron el Partido Comunista Sirio (Unificado). Desde su fundación, el PCS fue miembro del disuelto Frente Nacional Progresista, liderado por el oficialista Partido Baath Árabe Socialista – Región Siria. Por su apoyo al régimen de Asad fue prohibido tras su caída por el Gobierno de transición de Siria.

## Historia
El actual Partido Comunista Sirio fue fundado por el entonces secretario general de los comunistas sirios, Khalid Bakdash, en 1986. Bakdash se opuso a las reformas iniciadas por el líder soviético Mijaíl Gorbachov, mientras que los defensores de las reformas impulsadas desde el Kremlin se agruparon en torno al diputado Yusuf Faisal, fundando el Partido Comunista Sirio (Unificado). 
En 1995 falleció Bakdash, siendo sustituido al frente de la Secretaría General por su viuda, Wisal Farha Bakdash. El Partido Comunista Sirio participa en el Frente Nacional Progresista y tiene un total de 8 diputados dentro del Consejo Popular de Siria. Durante la Guerra Civil Siria se ha mantenido como partidario del gobierno de Bashar al Assad, llamando a sus militantes a "defender la independencia de Siria frente al terrorismo y el imperialismo".
En el año 2000 en la Primavera de Damasco, el partido pudo publicar un periódico llamado "Sawt al-Shaab" ("La voz del pueblo"). El partido también sufrió un cisma el mismo año lo que posteriormente llevó a la fundación del Partido de la Voluntad Popular, liderado por Qadri Jamil.
Tras la caída del régimen de Al-Ásad, el partido fue prohibido por el gobierno de transición sirio debido a su apoyo al régimen de Al-Ásad. La prohibición fue condenada por el Partido Comunista Iraquí y el Partido Comunista del Kurdistán.

## Resultados electorales

### Legislativas
| Consejo Popular de Siria |         |   |
| Año                      | Escaños | ± |
| 2007                     | 5/250   |   |
| 2012                     | 8/250   | 3 |
| 2016                     | 3/250   | 5 |
| 2020                     | 3/250   | 0 |
| 2024                     | 2/250   | 1 |

1. ↑  En la lista unitaria del Frente Nacional Progresista